# 南希·麦凯
南希·麦凯（英語：Nancy Mackay，1922年4月6日—2016年），加拿大女子田径运动员，主攻短跑。她曾代表加拿大参加1948年夏季奥林匹克运动会田径比赛，获得女子4×100米接力铜牌。